# De Roede van Tielt (tijdschrift)
De Roede van Tielt is een heemkundig tijdschrift dat sinds 1970 verschijnt in Tielt. Het wordt gepubliceerd door de Heemkring De Roede van Tielt uit Tielt. Aanvankelijk verscheen het tweemaandelijks. Vanaf de vierde jaargang (1973) verschijnt het driemaandelijks.

## Inhoud
Het tijdschrift, waarvan elke jaargang gemiddeld meer dan 350 bladzijden beslaat, bevat onder meer heemkundige artikels over de parochies van de voormalige roede van Tielt: Aarsele, Dentergem, Egem, Gottem, Kanegem, Lotenhulle, Markegem, Meulebeke, Oeselgem, Oostrozebeke, Pittem, Poeke, Ruiselede, Schuiferskapelle, Sint-Baafs-Vijve, Tielt, Vinkt, Wakken, Wielsbeke, Wingene, Wontergem en Zwevezele.